# Битва при Ранкагуа
Битва при Ранкагуа (исп. Batalla de Rancagua) — битва во время Чилийской войны за независимость, которая состоялась 2 октября  1814 года. Первое крупное сражение за чилийскую независимость от Испании. В результате сражения испанская армия под командованием Мариано Осорио разгромила силы чилийских повстанцев во главе с Бернардо О’Хиггинсом.

## Сражение
Вице-король Абаскаль, который, узнав о возвращении Фердинанда VII на престол и роспуске кортесов в Испании, приказал войскам роялистов, дислоцированным в Чили, атаковать патриотов и восстановить колониальное правление.
Столкнувшись с наступлением с юга войск Осорио, генералы Бернардо О’Хиггинс и Хосе Мигель Каррера ждали испанцев у Пайне. Каррера занял там оборонительную позицию. О’Хиггинс хотел заранее двинуться в Ранкагуа, поэтому чилийские войска разделились на две части. Это оказалось ошибочным решением, и Бернардо О’Хиггинс был окружен испанцами в Ранкагуа, будучи меньшинстве и с недостаточным количеством боеприпасов.
Само сражение произошло 1-2 октября 1814 года. Причиной занятия Ранкагуа было его стратегическое значение для защиты чилийской столицы Сантьяго. У испанцев в сражении участвовал элитный полк  «Талаверас», ветеранов наполеоновских войн в Европе. Вначале роялисты отвели ручей, снабжавший город питьевой водой, а затем построившись на четырех улицах, ведущих к площади, начали атаку. Когда она была отбита, Осорио приказал обстрелять артиллерией баррикады, за которыми укрылись патриоты, и одновременно повторить атаку. В результате артогня городок был подожжен. Однако патриоты сопротивлялись до наступления темноты, что положило конец бою. 
В середине утра, 2 октября, к Ранкагуа подошла дивизия во главе с Хосе Мигелем Каррерой. Но её попытки деблокировать осажденных, были отбиты испанцами. Столкнувшись с невозможностью прорвать осаду и увидев, что осажденные не могут покинуть город, Каррера приказал отвести подкрепление, что обескуражило защитников. В полдень роялисты предприняли новую атаку, которую отбили защитники, к которым присоединились некоторые жители Ранкагуа. Затем О'Хиггинс и оставшиеся защитники предприняли вылазку и, прорвавшись через линии противника, бежали из Ранкагуа. О’Хиггинс собрал 200 выживших и двинулся к столице. Почти в то же время роялисты вошли в город, заняли площадь и осадили церковь, где укрылись раненые солдаты, старики, женщины и дети. Они вырезали всех защитников.
Согласно отчету Осорио вице-королю Абаскалю, потери патриотов составили 402 убитых, 292 раненых и 888 пленных, а у роялистов 1 офицер и 110 солдат убиты, а также 7 офицеров и 126 солдат ранены. 
После победы испанская армия двинулась на Сантьяго. Чилийское правительство бежало за Анды. Испанцы вошли в столицу, и с этого момента власть в стране вернулась к роялистам. Началась так называемая Реконкиста, продолжившаяся до 1817 года.

## Итоги
Битва при Ранкагуа стала тяжелым поражением в деле борьбы за независимость. Многие патриоты бежали за пределы страны, спасаясь от преследования.
Во время сражения некоторые политики-патриоты Чили были схвачены и сосланы на острова Хуан-Фернандес в Тихом океане, в том числе Фернандо Эррасурис, Хуан Эганья Риско и Мануэль Бланко Энкалада.
После поражения О’Хиггинс и Хосе Мигель Каррера бежали за Анды, на территорию Рио-де-ла-Платы, где при поддержке аргентинских патриотов, в первую очередь, генерала Хосе де Сан-Мартина была создана Андская армия, перешедшая в 1817 году через Анды и разгромившая испанцев в битве при Чакабуко.

## Память
- День битвы ежегодно отмечается в городе Ранкагуа парадом, который проходит на стадионе Эль Теньенте.